# Benify
Benify är ett svenskt IT-företag bildat 2004. Företagets verksamhet utgörs av att tillhandahålla en webbportal där arbetsgivare kan erbjuda sina anställda fler löneförmåner. Benify fick sitt namn i december 2014 efter att tidigare hetat Flexpay.
Företaget bildades 2004 i Sverige av de tre vännerna Andreas Nyberg, Åke Lundén och Markus Kullendorff. 2015 hade Benify 300 anställda i sju länder i Europa. Företaget har idag verksamhet i Sverige, Norge, Finland, Danmark, Tyskland, Nederländerna, Storbritannien och Frankrike.
Företaget blev 2013 och 2014 utsett till Superföretag av tidningen Veckans Affärer. Benify har flera år i rad varit ett av Sveriges snabbast växande bolag enligt DI Gasell.

## Kända medarbetare
Jonas Deichmann jobbade på Benify när han slog sina första två världsrekord.